# Hermann Franzois (Domherr)
Hermann Franzois (* im 14. Jahrhundert; † 25. Februar 1424) war Domdechant und Domherr in Münster.

## Leben
Hermann Franzois entstammte dem märkischen Rittergeschlecht Franzois. Seine genaue Herkunft ist nicht überliefert.
Als Domherr zu Münster findet er erstmals am 22. September 1373 urkundliche Erwähnung. Im Kollegiatstift Dülmen besaß er die Propstei. Bevor Hermann im Februar 1390 das Amt des verstorbenen Domdechanten Dietrich von Enschede übernahm, war er seit 1387 Domkellner. In dieser Funktion war er für die wirtschaftlichen Angelegenheiten des Domkapitels zuständig.
1396 erhielt Hermann eine päpstliche Zusage auf ein Kanonikat in Osnabrück. Gegen diese Entscheidung führte Berthold Rike einen Prozess, den Hermann verlor. Im Jahre 1400 verzichtete er auf seine Ämter. Er darf nicht mit dem gleichnamigen Hermann Franzois verwechselt werden, der im 15. Jahrhundert Vizedominus in Münster war.